# Jon Kabat-Zinn
Jon Kabat-Zinn (5 de junio de 1944, Nueva York) es un profesor emérito de medicina. Sus prácticas de zen, yoga y sus estudios con diversos maestros budistas lo condujeron a integrar partes de esas enseñanzas con las de la ciencia occidental, creando la técnica de Reducción del Estrés Basada en la Atención Plena (REBAP).
Ha escrito varios libros sobre el tema y es un activo conferenciante para la difusión de la atención plena.

## Vida y trabajo
Kabat-Zinn nació en la ciudad de Nueva York en 1944. Su padre, Elvin Kabat, era investigador biomédico, y su madre, Sally Kabat, pintora. Cursó estudios en el Haverford College. Recibió su doctorado como Ph.D en biología molecular en 1971 del Massachusetts Institute of Technology MIT, donde estudió bajo la dirección de Salvador Luria, Premio Nobel en medicina.
Mientras estudió en el MIT, Kabat-Zinn fue un destacado activista contra la guerra de Vietnam y la investigación militar en la universidad.
Kabat-Zinn nació en una familia judía, pero afirma que sus creencias son una fusión entre la ciencia y el arte. Aunque fue instruido en enseñanzas budistas, no se identifica como tal. Su trabajo ha estado mayormente dedicado a difundir el uso de la meditación de atención plena (mindfulness meditation) como terapia clínica y en la sociedad.
Está casado con Myla Zinn, hija de Howard Zinn. Tienen tres hijos llamados Will, Naushon y Serena. 

### Cargos
Es profesor de medicina emérito en la Massachusetts University Medical School. 
Es el fundador y exdirector ejecutivo del Center for Mindfulness in Medicine, Health Care, and Society en la Escuela de Medicina de la Universidad de Massachusetts. Es fundador (1979) y exdirector de la Stress Reduction Clinic en la misma universidad.
Es el presidente fundador de la Consortium of Academic Health Centers for Integrative Medicine (Asociación de Centros Médicos Académicos para la Medicina Integrativa) que abarca los centros médicos de universidades estadounidenses que incluyen distintas prácticas de medicina integrativa.
Integra el directorio del Mind and Life Institute, un grupo que organiza diálogos periódicos entre el Dalái lama y científicos para promover un entendimiento más profundo de diferentes formas de conocer y sondear la naturaleza de la mente, las emociones y la realidad. 
Fue copresidente del  Mind and Life Dialogue 2005: Clinic Applications of the Meditation, celebrado en Washington D. C.

### Libros
Kabat-Zinn es autor o coautor de publicaciones de divulgación sobre el uso de este modo de meditación y sus aplicaciones. Los dos primeros libros alcanzaron el estatus de superventas. 
- Vivir con plenitud las crisis: Cómo utilizar la sabiduría del cuerpo y de la mente para afrontar el estrés, el dolor y la enfermedad, Editorial Kairós, 2007 (Full Catastrophe Living: Using the Wisdom of Your Body and Mind to Face Stress, Pain, and Illness, Delta, 1991)
- Mindfulness en la vida cotidiana: Cómo descubrir las claves de la atención plena/Donde quiera que vayas, ahí estás, Ediciones Paidós Ibérica, 2009 (Wherever You Go, There You Are: Mindfulness Meditation in Everyday Life, Hyperion, 1994)
- Everyday Blessings: The Inner Work of Mindful Parenting, (Hyperion, 1997), coescrito con su esposa Myla Kabat-Zinn.
- La práctica de la atención plena, Editorial Kairós, 2007 (Coming to Our Senses: Healing Ourselves and the World Through Mindfulness, Hyperion, 2005)
- Vencer la depresión: Descubre el poder de las técnicas del mindfulness, por J. Mark G. Williams, John Teasdale, Zindel Segal y Jon Kabat-Zinn, Ediciones Paidós Ibérica, 2010 (The Mindful Way Through Depression: Freeing Yourself from Chronic Unhappiness, Guilford, 2007).
- La salud emocional: Conversaciones con el Dalái lama sobre la salud, las emociones y la mente, con la participación de Jon Kabat-Zinn, Francisco Varela, Lee Yearley, Richard Davidson, Daniel Brown, Cliff Saron y Sharon Salzberg (Compilador Daniel Goleman), Editorial Kairós, 1997 (basado en el 3.er. Diálogo del Mind and Life Institute en 1990)
- The Mind's Own Physician: A Scientific Dialogue with the Dalai Lama on the Healing Power of Meditation, coescrito con Richard Davidson (New Harbinger, 2012) (basado en el 13.er. Diálogo del Mind and Life Institute en 2005)
- Llamando a tu propia puerta: 108 enseñanzas sobre la atención plena, Editorial Kairós, 2008 (ilustrado, extractos de “La Práctica de la Atención Plena”) (Arriving at Your Own Door: 108 Lessons in Mindfulness, Hyperion, 2007)
- El poder de la atención: 100 lecciones sobre mindfulness, Editorial Kairós, 2010 (extractos de “Vivir con Plenitud las Crisis”) (Letting Everything Become Your Teacher: 100 Lessons in Mindfulness, Random House Publishing Group, 2009)
- MBSR Professional Training Manual, S.F. Santorelli y J. Kabat-Zinn, Center For Minfulness, University of Massachusetts Medical School, Worcester, MA., 2001/2007

### Investigaciones
Su trabajo de investigación y desarrollo desde 1979 se ha enfocado en las interacciones mente-cuerpo para la salud y en las aplicaciones clínicas del entrenamiento en meditación de atención plena (mindfulness meditation) para personas con dolor crónico y problemas o trastornos relacionados con el estrés, incluyendo estudios de los efectos de la técnica REBAP en el cerebro y cómo éste procesa las emociones, especialmente bajo estrés.
Kabat-Zinn ha llevado a cabo ensayos científicos para probar los efectos de la técnica REBAP (reducción del estrés basada en la atención plena) sobre el cerebro en diferentes poblaciones potencialmente sometidas a estrés:  en reclusos carcelarios y en su personal, en ambientes multiculturales y en entornos laborales. También ha publicado estudios sobre el efecto del mindfulness en el sistema inmunológico, por ejemplo, tasas de reducción de las lesiones cutáneas en pacientes con psoriasis y tasas de rechazo en receptores de trasplantes de médula ósea. Estos últimos trabajos poseen una baja calidad metodológica: la muestra es baja y además,  o bien no hay cegamiento o este es parcial.

### Difusión de su trabajo
Su trabajo en la Clínica de Reducción del Estrés fue mostrado en el documental "La curación y la mente" ("Healing and the Mind") de Bill Moyers hecho para la televisión pública americana (PBS) y en el libro del mismo nombre. También en programas de difusión masiva como Good Morning America, The Oprah Winfrey Show y NPR.